# Teorema di Gibbard-Satterthwaite
Il teorema di Gibbard–Satterthwaite stabilisce, in analogia col teorema dell'impossibilità di Arrow, che non esiste un processo decisionale (basato su uno schema di votazione in grado di considerare tre o più alternative) immune da strategie di manipolazione, che soddisfi sia l'assioma di non dittatura che di efficienza del processo decisionale (ovvero rispetti i criteri di razionalità, efficienza paretiana, dominio illimitato e indipendenza delle alternative irrilevanti).